# Pagram
Pagram ist ein Teil des Ortsteils Rosengarten/Pagram der kreisfreien Stadt Frankfurt (Oder) südöstlich von Berlin in Brandenburg.

## Geografie
Während der Weichseleiszeit machte das Gletschereis einen Bogen von Döbberin über Rosengarten, südlich an Booßen vorbei, weiter über Beresinchen bis nach Kunowice. Als das Eis taute, floss das Schmelzwasser oberhalb von Frankfurt nach Süden. Man nimmt an, dass ein kleiner Nebenstrom aus dem Sandgrund und Langen Grund bei Güldendorf in diesen Strom mündete. Das Wasser sammelte sich in einer Rinne, dem sogenannten Warschau-Berliner Urstromtal. Es bildete sich eine Endmoränenlandschaft mit größeren Erhebungen, die Ablagerungen westlich der Oder bildeten eine Hochfläche, das heutige Lebuser Land. Die Findlinge, welche zurückblieben, wurden vom Eis aus Skandinavien bis in der Region transportiert.

## Politik

### Gemeindegliederung
Pagram gehört seit 1950 zu Rosengarten. Pagram liegt etwa 8 Kilometer westlich von Frankfurt (Oder).

## Geschichte
In einer Urkunde des Jahres 1336 findet sich der Name mit „Jacobo de podegrin“ erstmals. Die Schreibweise ändert sich häufig. So findet sich der Jacobo in einer Urkunde von 1338 als podegrim, 1405 Pedegrim, 1438 Podagrym, 1441 das dorff pagerem, 1460 Pogerim.

Flur der mittelalterlichen Siedlung Pagram

Die mittelalterliche Siedlung erstreckte sich etwa 500 Meter zu beiden Seiten des Pagrambaches. Das kleine Angerdorf hatte 16 Höfe mit 64 Hufen und wurde während des Baues der Autobahn 1935 entdeckt. Einst standen dort frühdeutsche Fachwerkbauten und vermutlich waren bis zur Mitte des 19. Jahrhunderts noch Reste der ursprünglich vorhandenen Steinkirche zu sehen.
Der Name Podegrin ist slawischen Ursprungs und wandelte sich zu Pagram, so liest man in einer Urkunde des Jahres 1495 das „dorff pagerem“. Es ist damals bereits eine Wüstung und lag westlich der Stadt Frankfurt (Oder). Auf seinem Grund entstand das spätere Rosengarten. Die Feldmark wurde umgangssprachlich auch Payram, Bairam oder Bagram genannt.
Ab etwa 1600 teilten sich Lichtenberg und Rosengarten die Feldmark und nutzten sie als Meierei und Vorwerk. So entstand aus dem Vorwerk das heutige Dorf Pagram, eine in den 2000/2010er Jahren gefragte Wohngegend. Das neue Dorf liegt etwa zwei Kilometer vom ehemaligen Dorf entfernt.

## Wirtschaft und Infrastruktur

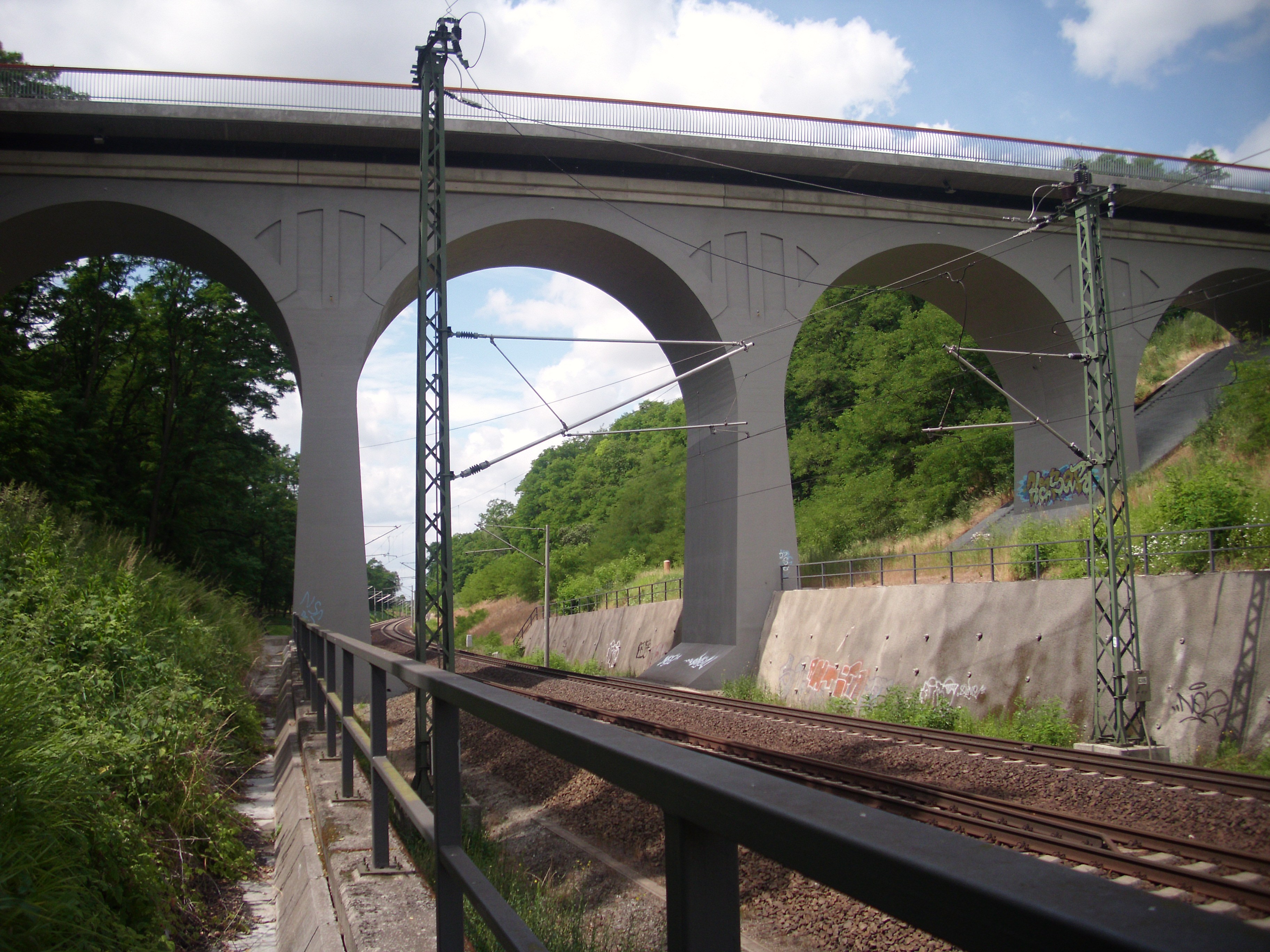
Brücke der Ortsverbindungsstraße Rosengarten-Pagram über die Eisenbahn

### Verkehr
- Rosengarten – Pagram hat in Rosengarten hat einen eigenen Bahnhof an der Regionalbahnlinie RE 1 des Verkehrsverbunds Berlin-Brandenburg. Der RE 1 verkehrt über Eisenhüttenstadt – Frankfurt – Berlin – Potsdam – Brandenburg/Magdeburg. Die Strecke ist seit 1990 elektrifiziert.
- Pagram ist mit dem Linienbus des öffentlichen Nahverkehrs von Frankfurt (Oder) aus zu erreichen.
- Rosengarten – Pagram liegt nördlich der Bundesautobahn 12, welche von Frankfurt (Oder) nach Berlin verläuft und westlich der B 112

### Bildung
Schulen befinden sich in Frankfurt (Oder).

## Tourismus und Kultur
Auf Grund der günstigen Verkehrsanbindung und der vorhandenen Übernachtungsmöglichkeiten im Ort stehen Besuchern alle kulturellen Einrichtungen der Stadt Frankfurt (Oder) und des nahen Słubice zur Verfügung. Besuche ins nahe Schlaubetal sind ebenfalls möglich.

### Natur

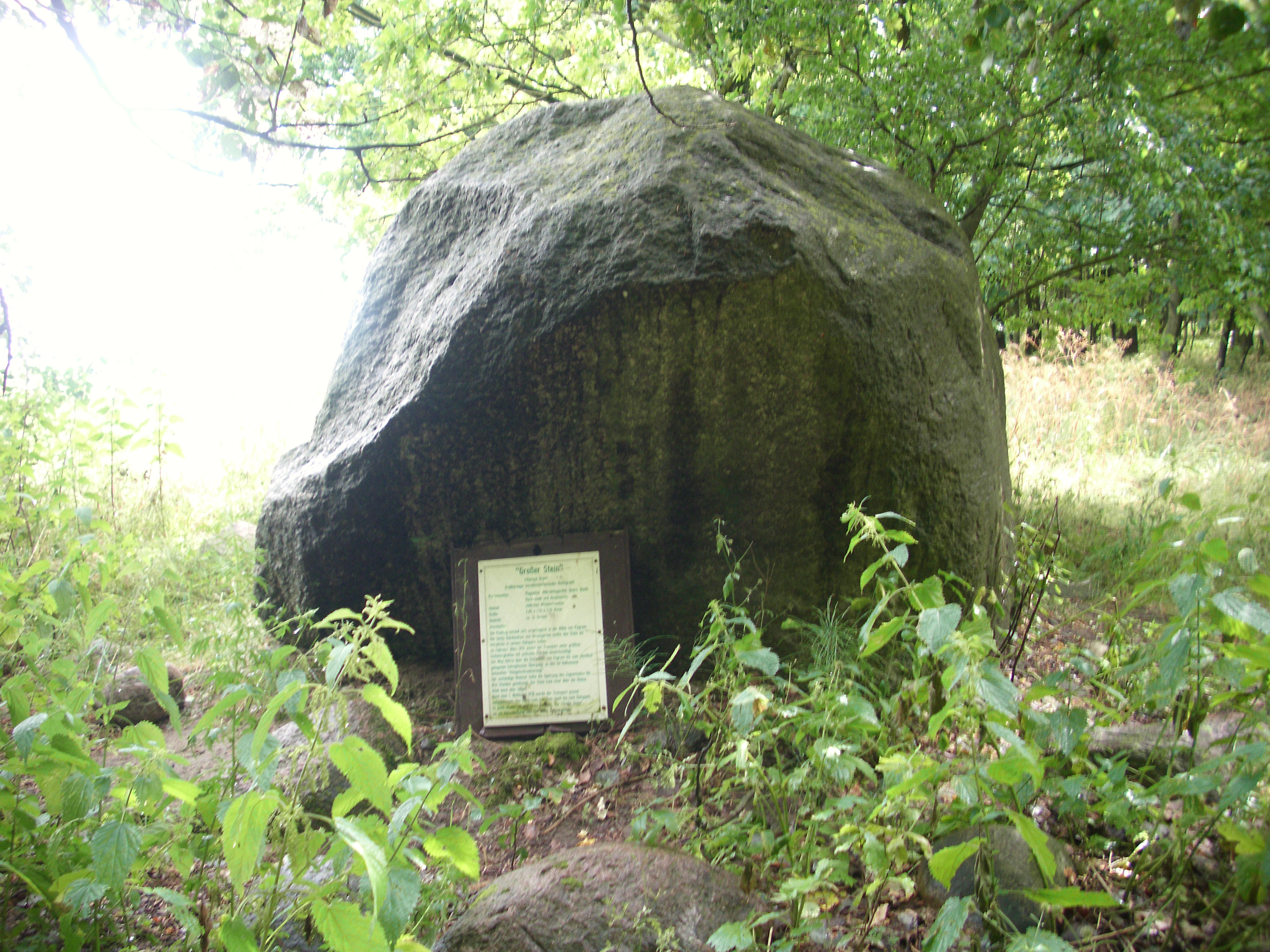
Großer Stein, Filipstad-Granit, Herkunft südliches Mittelschweden

Im Stadtwald gibt es einen Wildpark, welcher auf einem ehemaligen Schießplatzgelände entstand. Wanderer auf den Wanderpfaden des Stadtwaldes können alte Stieleichen besuchen und Findlinge entdecken. Der Findling Großer Stein mit etwa 14 Tonnen stammt ursprünglich aus der Nähe von Pagram. Nach dem Ausgraben wurde er im Auftrag des damaligen Gutsbesitzers an den nordöstlichen Rand des Stadtwaldes bei Rosengarten transportiert. Badegäste können die umliegenden Seen nutzen.